# Софија А. Љешевић
Софија А. Љешевић (Самаила код Краљева,  30. септембар 1882 — Бања Ковиљача, 7. април 1970) била је српска лекарка и друштвена радница.

## Биографија
Софија Љешевић је рођена у селу Самаила код Краљева 30. септембра 1882. године. Гимназију је завршила у Крагујевцу 1900. године. Студије медицине је започела у Паризу, а довршила у Лилу 1909. године. Током студија провела је годину дана на пракси код Ивана Павлова у Санкт Петербургу. По завршетку студија вратила се у отаџбину. У окружној болници у Крагујевцу обавила је лекарски стаж као лекарски помоћник, а 1910. године је положила државни испит. Почела је да ради као лекар у Окружној болници у Пожаревцу 1911. године. Године 1919. постављена је за секундарног лекара, а две године касније је пребачена у јагодинску болницу. У Пожаревцу је радила као приватни лекар од 1922. до 1939. године, када је постављена за здравственог вишег пристава Дома народмог здравља у Ваљеву. Од 1940. године била је шеф дечјег одељења у Дому народног здравља у Пожаревцу, али је две године касније пензионисана. Враћена је у службу 1945. године. Нова власт ју је 1946. године осудила на 10 година затвора. Била је пуштена на слободу, али су јој једно време била одузета сва политичка и грађанска права. Након што су јој та права била враћена, радила је у амбуланти села Добра Вода код Клине.
Била је чланица Српског лекарског друштва од 1911. годне. У Пожаревцу је основала Домаћичку школу и била је председница Обласног женског покрета у истом граду. Радила је као хонорарни наставник хигијене. Била је и чланица Управног одбора пожаревачког Народног позоришта, чији је рад новчано помагала. Одликована је 1914. Сребрном медаљом за храброст. Поред овог одликовања, носила је и крст Српског црвеног крста и Одрен Светог Саве V реда.
Преминула је 7. априла 1970. године у Бањи Ковиљачи.